# Alphonse Fournier
Pour l’article homonyme, voir Fournier.
Alphonse Fournier, né le 24 mars 1893 à Methuen, au Massachusetts, et mort le 8 octobre 1961 à Hull, au Québec, est un avocat, enseignant et homme politique canadien.

## Biographie
Né à Methuen dans l'État du Massachusetts aux États-Unis, M. Fournier devient député du Parti libéral du Canada dans la circonscription fédérale de Hull en 1930, il fut réélu en 1935, 1940, 1945 et en 1949.
Durant son passage à la Chambre des communes, il est ministre des Travaux publics de 1942 à 1953 et leader parlementaire et leader du gouvernement aux communes de 1948 à 1953.
Son cousin, Joseph-Célestin Nadon, est député fédéral de Gatineau de 1949 à 1953.